# Porta del petó
La porta del petó (en romanès Poarta sărutului) és una escultura de pedra, realitzada per Constantin Brâncuși, que forma part del tríptic de conjunt monumental de Târgu Jiu. L'obra es va col·locar al seu lloc l'octubre de 1937 i es va esculpir la primera part de 1938, finalitzant-se el 20 de setembre i inaugurant-se el 27 d'octubre de 1938.

## Descripció
La porta del petó, que es troba al carreró de l'entrada del parc de la ciutat de Târgu Jiu, és un trilit esculpit a partir de pedra porosa, extret de les pedreres dels voltants, format per dues columnes paral·lelepípedes gruixudes que sostenen una arquitrau de dimensions més grans, més gran que les columnes, amb una amplada de 6,45 m, una alçada de 5,13 m i un gruix d'1,69 m.
A les cares de cada columna s'hi troba el símbol del petó, dues meitats d'un cercle, tan característic de l'obra de Brâncuși. L'arquitrau també té aquest símbol incrustat, com una mena de filigrana. A més, també a la filigrana hi ha incrustacions que aporten una mena de sostre de la porta, com si la porta estigués coberta amb teules. La volta de la porta té un delicat ornament lineal: és una continuïtat de petits arcs i, a sobre, sobre tres línies horitzontals, trobem la continuació de formes ovalades idèntiques, com si es tractés del contorn de la cara i les espatlles.
La porta dels petons sembla un arc de triomf, que simbolitza el triomf de la vida sobre la mort.

## L'origen del projecte
Com en el cas de la Columna de l'infinit, la idea de la Porta era molt més antiga que el moment de la transposició del monument en pedra.
El 1907, Brâncuși va fer una primera versió del Petó, que, simplificat, es va convertir el 1910 en un monument funerari al cementiri de Montparnasse. El 1916, l'escultor va acabar una columna de petons, formada per 4 blocs sobre els quals les figures i els cossos, gairebé fusionats, amb prou feines difereixen, transformant-se en dos estanys veïns, congelats als quatre costats d'aquest fragment arquitectònic. El catàleg de l'exposició personal oberta per Brâncuși el 1933-34 a la Brummer Gallery de Nova York també esmenta la presència d'una "Columna de petons" com a part del projecte de Temple of Contemplation, que l'escultor havia de construir a Indore.
En referència a aquestes columnes, Brâncuși va confessar a l'escultora Malvina Hoffman: “Al principi vaig cavar a la pedra el grup de les dues criatures encadenades ..., fa molt de temps, després de molt de temps, vaig pensar en la cara d'una porta per on es pot passar. Ara tinc la intenció de desenvolupar les siluetes del motiu sobre la porta".
El motiu del petó presentat als pilars laterals en forma estilitzada d'enormes pupil·les es troba al llarg de la llinda de la Porta. Brâncuși va dir que "el que és petit cap amunt, creix cap avall".

## Apreciacions
Mircea Eliade va dir: “Hi ha alguns temes a la nostra literatura popular que són extraordinàriament rics des d'un punt de vista dramàtic. Per exemple, la Porta, que compleix en la vida del poble romanès el paper d'una criatura màgica, que vetlla per tots els actes capitals de la vida de l'illa. El primer passatge sota la porta significa gairebé una entrada a la vida, a la vida real de fora. La porta vetlla pel matrimoni i, sota la porta, el mort és portat, solemnement, al lloc de l'eternitat. Es tracta, doncs, d'un retorn al primer món: el cicle està tancat i la porta continua, amb un home menys, per vigilar altres naixements, altres casaments, altres morts”.
Barbu Brezianu assenyala: “A través d'una sèrie de decantacions del tema del petó, Brâncuși va arribar a la realització d'una composició d'extrema precisió i magnitud; una fila de 40 parells d'amants asseguts cara a cara, amb els genolls tancats i la curvatura de la qual, no gaire lluny de la versió de pedra del monument funerari del cementiri de Montparnasse des de 1910, evoca el ritme d'arcs bessons. Una línia mitjana, interrompuda per la cintura infinita dels braços que passen entre si, formant una doble vora, separa els cossos adherits; des de les seves cares només es veuen els ulls, la boca (reduïda a una minúscula característica de connexió) i els cabells, suggerits per unes poques incisions seriosament elegants que emmarquen les cares dels abraçats”.

## Restauració

### 2003
La porta del petó es va restaurar el 2003, amb finançament del Banc Mundial. Van durar més d'un any i les autoritats van arreglar també el parc on es troba el monument.

### 2010
El novembre del 2010, basat en un projecte aprovat per un restaurador autoritzat del Ministeri de Cultura i Afers Religiosos per protegir el monument de les gelades hivernals, les microesquerdes de la part superior del monument es van cobrir amb silicona utilitzada en projectes d'enginyeria civil.

### 2013
Entre setembre i octubre de 2013, l'Institut Nacional del Patrimoni va destinar fons per a la restauració i conservació del monument. Les obres van incloure la substitució de la làmina de plom existent, l'aplicació d'aïllament bituminós, la neteja de la pedra, biocida i hidròfug.
El 24 d'octubre de 2013 va tenir lloc la recepció tècnica de les obres de rehabilitació de la porta del petó a Târgu Jiu. El dia va estar marcat per un escàndol, el dissenyador de les obres de restauració, Dorin Dănilă, que va acusar el marmessor de les obres de rentar la porta amb raig d'aigua a pressió, semblant a les dels rentats de vehicles, que va provocar el seu color groc la superfície de les sals de ferro del monument. Mitjançant l'acció de neteja rudimentària, es va començar a formar una capa de sals a la superfície del travertí. Per tant, el 2014, la policia va obrir una causa penal per destrucció en el cas de les obres de Constantin Brâncuși per haver estat rentades amb raig d'aigua a pressió.